# Autosan A1112T
Autosan A1112T – seria autobusów turystycznych rodziny A11 produkowanych od 1999 roku przez zakłady Autosan w Sanoku. Produkowano również ich odmiany międzymiastowe.

## Historia modelu
W 1998 roku zaprezentowany został autobus Autosan A1112T.01 San, należący do nowej rodziny A11, którego produkcja seryjna rozpoczęła się rok później. Technicznie i pod względem stylistycznym jest on podobny do autobusów rodziny Autosan A10, takich jak turystyczny Autosan A1012T Lider. Podniesiono w nim poziom podłogi o 300 mm w stosunku do Lidera, powiększając przestrzeń bagażową o 3 m³, do 8 m³. W początkowym okresie pojazd ten napędzany był silnikiem wysokoprężnym Cummins C300-20 o pojemności skokowej 8,27 dm³, osiągającym moc maksymalną 221 kW (300 KM) i spełniającym wymagania normy czystości spalin Euro 2. Nadwozie tego modelu wykonane zostało w postaci konstrukcji kratownicowej, do której wklejane są atermiczne szyby i elementy poszycia ze stali nierdzewnej. Ściany przednia i tylna wykonane są z tworzyw sztucznych, zaś pokrywy luków bagażowych z aluminium. Po wyposażeniu autokaru w dostępną w opcji toaletę chemiczna maksymalna liczba pasażerów spadła do 45. Innymi elementami dostępnymi w wyposażeniu opcjonalnym były lodówka i automat do wydawania napojów.
W 2000 roku do produkcji wprowadzony został zmodernizowany Autosan A1112T.02 San. Zmiany objęły głównie stylistykę pojazdu. Zastosowano nową wykonaną z tworzyw sztucznych ścianę przednią z szybą czołową o większej wysokości niż w podtypie ".01", dzięki czemu podwyższono przednią część dachu. Do napędu zmodernizowanego pojazdu zastosowano silnik Cummins ISM 340 E20 o mocy maksymalnej 250 kW (340 KM). Produkcję tego modelu zakończono w 2003 roku.
W 2001 roku rozpoczęto produkcję modelu Autosan A1112T.03 Ramzes w odmianach turystycznej i międzymiastowej. Był to pierwszy autobus firmy Autosan wykonany w całości ze stali nierdzewnej. Jego nadwozie było oparte na podłużnicowo–kratownicowej ramie. Stosowano w nim silnik Cummins ISMe 345-30 Euro 3 o pojemności 11,3 dm³ i mocy maksymalnej 253 kW (345 KM). Przy identycznych wymiarach zewnętrznych ma on o 1,5 m³ większą pojemność luków bagażowych, uzyskaną dzięki modernizacji konstrukcji podwozia oraz innemu układowi drzwi, z drugimi drzwiami przeniesionymi z tylnego zwisu przed drugą oś. W przedniej części nadwozia zastosowano trzyczęściowy zderzak przedni z tworzyw sztucznych, w którym zamontowano podwójne reflektory projektorowe oraz okrągłe lampy przeciwmgielne. W wersji turystycznej pomiędzy drzwiami a tylną osią umieszczono kabinę sypialną dla kierowcy. Standardowo montowano zwalniacz (retarder) ZF Intarder, który umożliwił zwiększenie masy przewożonego bagażu. Wersja Ramzes powstała w związku z zakończeniem w 2002 roku przez firmę Mercedes-Benz produkcji podwozia DC O-404F (RHD), stosowanego w modelu Autosan A404T Cezar.
W 2004 roku rozpoczęto produkcję modelu Autosan A1112T.04 Sanman, zwanego czasem również Autosan A1112T.04 Ramzes Sanman. Zastosowano w nim podwozie MAN 18.410 HOCL (R33) oraz silnik MAN D2866 LOH29 o pojemności 11976 cm³ i mocy maksymalnej 301 kW (409 KM). W układzie przeniesienia napędu zastosowano mechaniczną skrzynię biegów ZF 8S-180. Niewielkie zmiany przeszło również nadwozie. Przednie kierunkowskazy zamontowane zostały w zderzaku, natomiast na tylnej ścianie zastosowano okrągłe lampy kierunkowskazów i świateł "Stop". Sanman otrzymał również otwierane pionowo, równolegle do ścian bocznych klapy bagażników (wyjątek stanowi pierwszy egzemplarz tego modelu). We wnętrzu pojazdu pojawiła się deska rozdzielcza firmy MAN oraz zwiększono szerokość przejścia między fotelami. Ze względu na zmianę podwozia, w tym skrócenie rozstawu osi, zmniejszyła się pojemność luków bagażowych do 8 m³ a po wyposażeniu pojazdu w toaletę chemiczną do 7 m³. W 2005 roku ze względu na brak popytu zakończono produkcję autokarów serii A11. Wznowiono ją jednak w 2007 roku.
W pierwszym kwartale 2007 roku wprowadzono do produkcji model Autosan A1112T.05 Sanman wyposażony w silnik MAN D2066 LOH04 o mocy maksymalnej 324 kW (440 KM). Wyprodukowano 2 egzemplarze tego podtypu, które obecnie eksploatowane są przez PKS Bielsko-Biała. Są to podtypy ".05.03" oraz ".06.03".

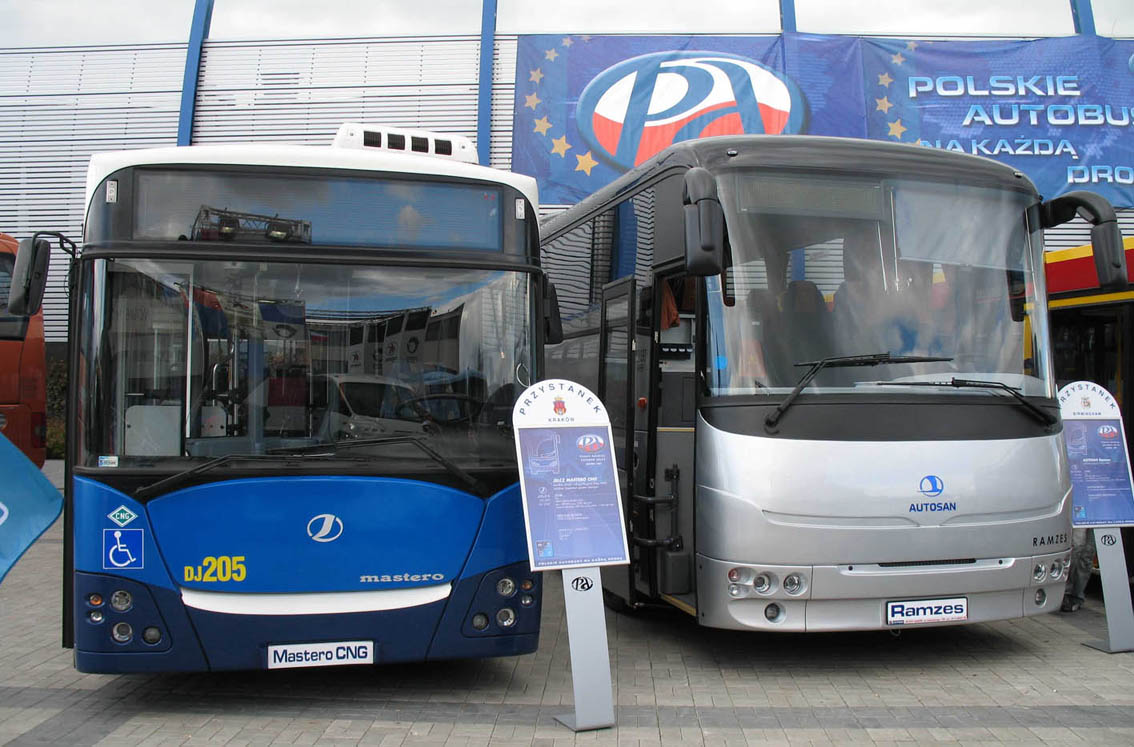
Autosan A1112T Ramzes (z prawej) na Transexpo 2007

Po przerwie w produkcji jesienią 2007 roku podczas targów Transexpo 2007 w Kielcach zaprezentowano odnowiony model Ramzes. W tym prototypowym modelu Autosan A1112T Ramzes zastosowano silnik Renault DXi7 ACJ01 Euro 4 o mocy maksymalnej 235 kW (320 KM), współpracujący z sześciobiegową przekładnią manualną ZF 6S-1200. Nadwozie pojazdu przeszło analogiczne zmiany stylistyczne jak w modelu "Sanman". Otrzymał on zmienione ściany czołowe. W przedniej dotychczasowe prostokątne kierunkowskazy zmieniono na okrągłe i przeniesiono do zderzaka, obok reflektorów. Tylne światła typu LED w układzie pionowym również otrzymały okrągłą formę. W układzie jezdnym zastosowano tylny most napędowy firmy Meritor. Szkielet nadwozia nowej wersji jedynie w opcji jest wykonywany z nierdzewnej stali chromoniklowej. Egzemplarz targowy trafił do firmy Veolia Transport Podkarpacie z Sędziszowa Małopolskiego.
Zmodernizowane modele Autosan A1112T Ramzes produkowane od 2008 roku otrzymały nazwę Autosan A1012T.08 Ramzes. Zastosowano w nich 6-cylindrowe silniki Cummins ISLe4-320 Euro 4 o pojemności 8,9 dm³ i mocy maksymalnej 235,2 kW (320 KM). W układzie przeniesienia napędu zastosowano automatyczną, 6-stopniową automatyczną skrzynię biegów Allison T350R. Instalacja elektryczna została oparta na magistrali CAN-bus. Autokar standardowo wyposażono w system kontroli trakcji ESC oraz elektroniczny układ hamulcowy EBS, czyli system łączący dotychczasowe funkcje układów ABS i ASR.
Produkcja roczna rodziny wysokopodłogowych autokarów rodziny A11 wynosiła od kilku do kilkunastu sztuk. Sprzedawane były głównie na rynku krajowym. Jednak w 2004 roku, przed olimpiadą, na eksport do Grecji trafiło 6 sztuk modelu Autosan A1112T.04 Sanman.
Wybrany w wyborach prezydenckich w Polsce w 2015 roku Andrzej Duda podczas kampanii wyborczej do maja 2015 podróżował modelem Autosan A1112T, określonym jako „DudaBus”.